# Dionisius
Cet article possède un paronyme, voir Denis de Glouchitsa.
Dionysius (en cyrillique : Дионисий), aussi connu sous les traductions de Dionisy, Dionissi ou Dionisius le Sage, Maître Denis (vers 1440 - 1502 ou vers 1510, voire 1520), est un peintre russe iconographe, figure majeure de l'école de Moscou et connu pour ses nombreuses peintures d'icônes à la fin du XVe siècle et au début du XVIe siècle. Son style est quelquefois qualifié de « maniérisme moscovite ».

## Biographie
Malgré sa réputation de grand artiste, on sait peu de chose concernant l'homme. Contrairement à nombre de peintres d'icônes qui étaient des moines ou des membres du clergé, Dionisius était un laïc, qui travaillait avec ses fils Théodose et Vladimir. Sa réputation semble avoir été acquise de son vivant déjà. Son activité artistique se place entre 1465 et 1502, période cruciale de l'histoire de la Moscovie et de la formation d'un état centralisé.
Après la construction de la cathédrale de l'Assomption du monastère Saint-Joseph de Volokolamsk en  1486, Dionisius, en compagnie de ses fils Théodose et Vladimir, est convoqué pour embellir les murs de cette église de fresques. Ces œuvres sont aujourd'hui perdues ou dissimulées sous des repeints.
La première commande importante de Dionysius est une série d'icônes pour la cathédrale de la Dormition du Kremlin de Moscou, et exécutées en 481 :  la Déisis, les rangéesdes Fêtes et des Prophètes. Les proportions des figures de ses icônes tendent souvent à s'allonger, les mains et les pieds sont petits tandis que les visages sont sereins et paisibles. Les fresques qui tapissent les murs de l'église principale de l'église de la Nativité de la Vierge au monastère de Ferapontov sont datées de 1500 et signées par Dionisius et un de ses fils. Comme cette église est consacrée à la Nativité de la Vierge, nombre de fresques se réfèrent à la mère de Dieu.
Comme l'année de sa naissance, celle de la mort de Dionisius n'est pas connue avec certitude. 

## Œuvre
Dionisi a laissé de très belles icônes des métropolites Pierre et Alexis, l'une dans la cathédrale de la Dormition, l'autre étant aujourd'hui à la galerie Tretiakov. On trouve dans le monastère de Ferapontov « une étonnante composition sur le sujet de L'Hymne acathiste ». Il s'agit là de son œuvre la plus remarquable, selon Jean Blankoff, et elle relève de la peinture monumentale. De la peinture de Dionissi se dégage une spiritualité comparable à celle de Andreï Roublev (d'ailleurs, les contemporains de Dionissi le plaçaient sur le même pied que Roublev) même si son art est plus réservé et solennel. Il utilise des couleurs dont la fraîcheur et la limpidité rappellent l'aquarelle. 
Ses compositions conservent le schématisme byzantin, sa monumentalité, son absence de mouvement. La couleur est fine et légère. Des décors d'un rose hortensia ou d'un corail pâle se détachent sur des cieux bleu turquoise. Les harmonies entre les couleurs, les dégradés rappellent les fresques de Mistra.

### Le monastère de Ferapontov
L'œuvre la plus remarquable que nous avons de Dionissi est grand ensemble de fresques dans l'église de la Nativité de la Vierge du monastère de Ferapontov. On est là devant de la peinture monumentale, qui veut rendre gloire à la Vierge (en illustrant les épisodes de l'Hymne acathiste), tout en intégrant quelques thèmes venant de l'art russe ancien traditionnel. Dans le diakonikon (une abside qui s'ouvre sur le côté sud l'abside principale), on a une très belle représentation de Nicolas et de scènes de sa vie. Ce décor est divisé en quatre niveaux: motifs ornementaux, conciles œcuméniques et saints, acathiste, scènes de l'Évangile. À l'extérieur, au-dessus du portail d'entrée, des scènes parfaitement exécutées et maîtrisées de la nativité de Jésus et de l'enfance de la Vierge,. 

## Galerie

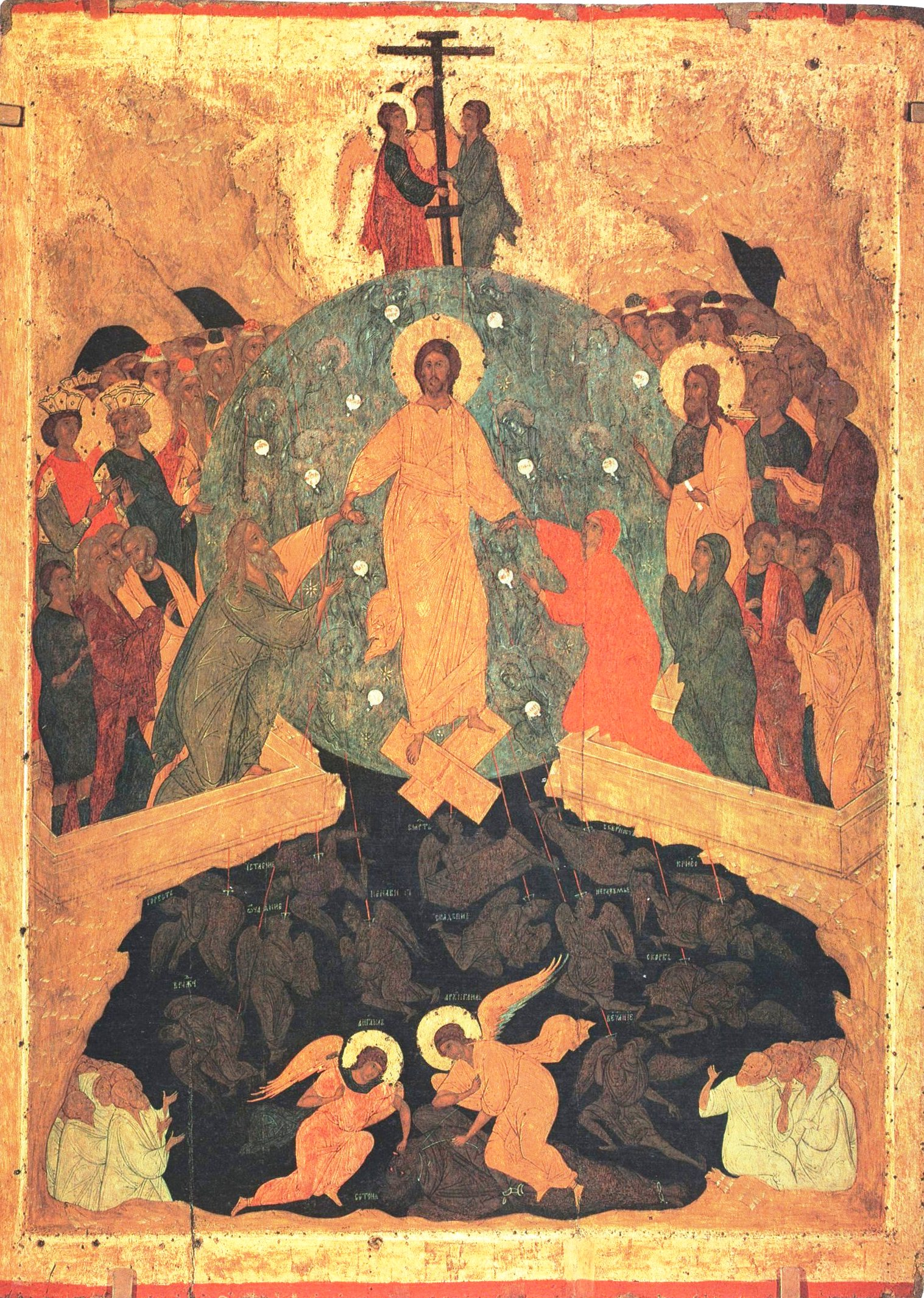
Icône représentant la « remontée du Christ des Enfers » (Anastasis), monastère de Ferapontov, tempera sur bois, Musée russe, Saint-Pétersbourg.
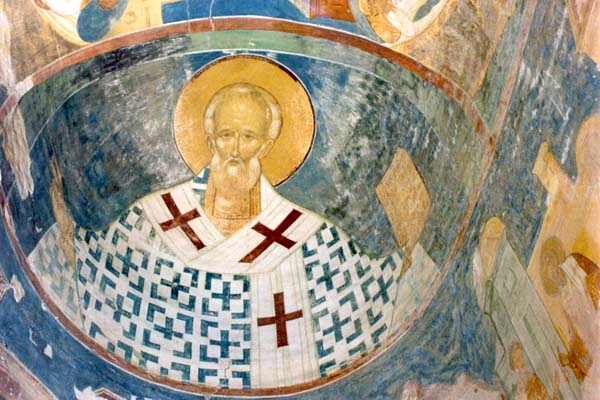
Fresque de Saint Nicolas au monastère de Ferapontov.
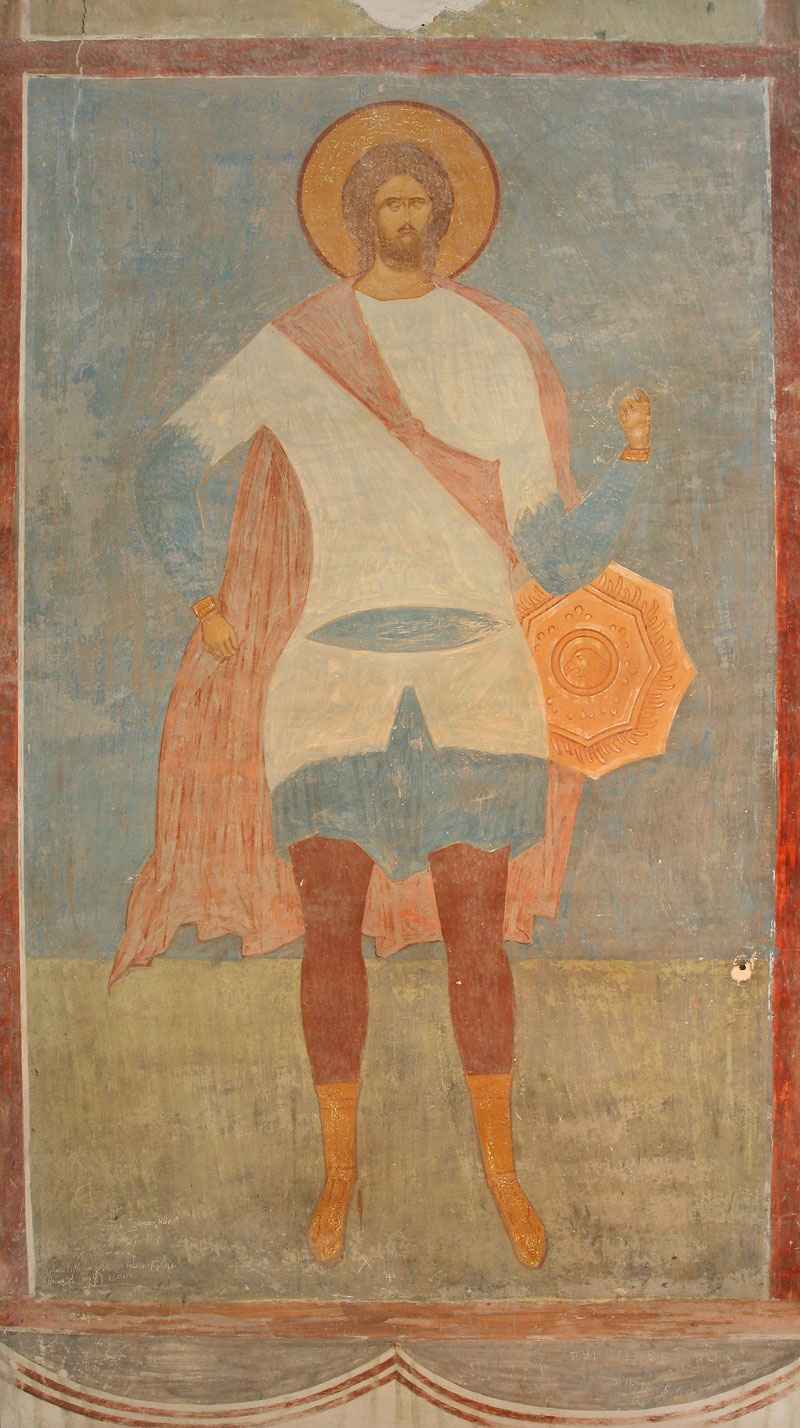
Fresque de Dionisius au monastère de Ferapontov représentant saint Nicétas le Goth.
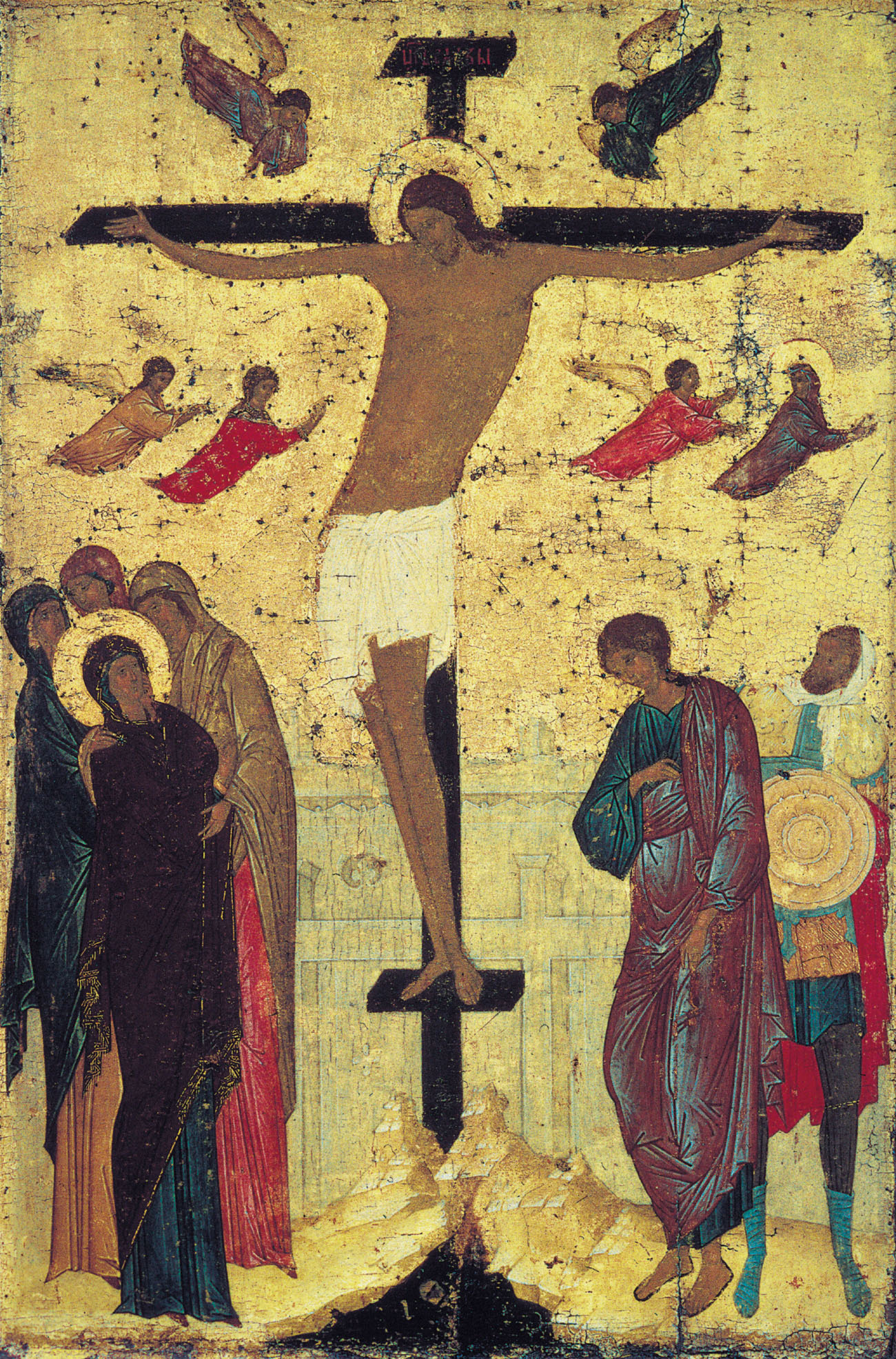
Crucifixion de Pavlovo-Obnorski, Dionisius, 1500, monastère Saint-Paul de l’Obnora, actuellement à la galerie Tretiakov.